# Danny Maddix
Daniel Shawn Maddix, couramment appelé  Danny Maddix, est un footballeur puis entraîneur anglo-jamaïcain, né le 11 octobre 1967 à Ashford (Angleterre). Évoluant au poste de défenseur, il est principalement connu pour ses 13 saisons à QPR ainsi que pour avoir été international jamaïcain.

## Biographie

### Carrière de joueur
Natif d'Ashford dans le Kent, il commence sa carrière comme stagiaire à Tottenham Hotspur, où il signe son premier contrat professionnel en 1986, mais il n'arrive pas à percer et ne joue aucun match avec l'équipe fanion. Il est prêté à Southend United où il joue ses premiers matches officiels en Football League.
Après une saison à White Hart Lane, il s'engage pour les rivaux londonien de QPR en 1987. Il y passe 13 saisons, jouant 348 matches et inscrivant 18 buts pour les Hoops (dont 295 matches de championnat pour 13 buts inscrits). Il y forme une charnière célèbre et redoutée en défense centrale avec son coéquipier Alan McDonald. Après 9 saisons en Premier League, il reste fidèle au club lorsque celui-ci est relégué en First Division à l'issue de la saison 1995-96.
Il s'engage finalement en 2001 pour Sheffield Wednesday, où il joue 59 matches de First Division avant d'être libéré de son contrat à l'issue de la saison 2002-03 où le club est relégué en Second Division.
Il signe pour Barnet le 12 juillet 2003, où il mettra un terme à sa carrière professionnelle en décembre 2004, après avoir joué 33 matches de championnat pour les Bees.
Toutefois, au début de la saison 2005-06, il se sent des fourmis dans les jambes et s'engage pour le club non league semi-professionnel de Grays Athletic avec qui il remporte le FA Trophy, avant de partir définitivement en retraite.

### Carrière internationale
Bien qu'étant de nationalité anglaise, ses origines jamaïcaines lui permettent d'obtenir la nationalité sportive jamaïcaine et de jouer un match avec l'équipe de Jamaïque, un match amical de préparation à la Coupe du monde 1998, contre l'Iran.

### Carrière d'entraîneur
Entre le 23 mars 2004 et le 30 mars 2004, alors qu'il joue pour Barnet, il assure l'intérim pour la place d'entraîneur du club, conjointement avec Ian Hendon (en), à la suite du départ de Martin Allen et avant l'arrivée de Paul Fairclough (en).
Il occupe toujours un poste d'entraîneur, mais à un niveau amateur, s'occupant d'une équipe appelée Colebrook Royals FC.